# EDGAR
EDGAR（エドガー、Electronic Data-Gathering, Analysis, and Retrieval system）とは、企業その他法人が1933年米国証券法および1934年証券取引所法等に基づき証券取引委員会 (SEC）へ提出が義務付けられている書類を自動収集・確認・分類・受理等するためのシステムの名称である。なお、日本の金融庁所管のEDINETは、EDGARをモデルとして作成されている。

## 概要
投資者保護・株主保護を目的としたシステムであり、米国内で投資対象となる企業等から提出された米国証券法および米国証券取引法等に規定される開示書類をWeb上で閲覧できる。
そのデータベースは、WebまたはFTPを通じて誰でも自由に使用することができ、1日当たりの3,000以上ものアクセスがあるといわれている。
そもそもは、すべてのSEC開示書類がEDGARで利用可能というわけではなく、1996年5月6日を期日として、3年にわたり段階的に導入された。完全移行日以来、作成が困難なことに起因して紙ベースで開示書類が作成することが許された場合を除き、原則として全ての米国内公開会社は、EDGARで開示書類を作成することが求められる。なお、これらの会社に対する第三者による開示書類（例えば株式公開買付やSchedule 13Dに関する開示書類）も、同様にEDGARに開示される。
2002年11月4日には、SECはすべての外国会社および外国政府に対し、文書をEDGAR上で開示することを求めているが、それ以前は、外国会社による電子開示は、任意であった。
2008年10月10日には、米国預託証券：ADRに関する規制が変更となり、米国以外の上場会社株式であっても発行会社の許可と無関係に米国投資銀行がADRを発行できるようになり、EDGARへ新たな開示が行われている。発行会社の裏付けのないADRを「Unsponsord ADR（アンスポンサード・エーディーアール）」というが、Unsponsord ADR被発行会社は、株主に対する開示資料を英訳し、要件を満たすことが求められることとなった。これに反した場合には、米国基準での開示等が求められることになることから、米国以外の企業に相当の負担を課す悪改定といわれている。
ミューチュアル・ファンドを除く株主に対するアニュアル・レポート（年次報告）は、EDGARへの提出が義務付けられていないものの、一部の会社は自発的に開示している。とはいうものの、同じ情報を多く有するForm 10-KまたはForm 10-KSBにおける年次報告は、EDGARでの提出が義務付けられている。

## 主な根拠法制
- 1933年証券法
- 1934年証券取引所法
- 1939年信託契約法

## 代表的な閲覧できる情報
- F-1：有価証券届出書
- F-6：ADR登録届出書
- 20-F：有価証券報告書に類する年次報告
- 6-K：上場証券取引所に行う適時開示書類に類するもの
- SC 13G/A：大量保有報告書に類するもの
- 定款
- 取締役会規程